# Добручинская волость

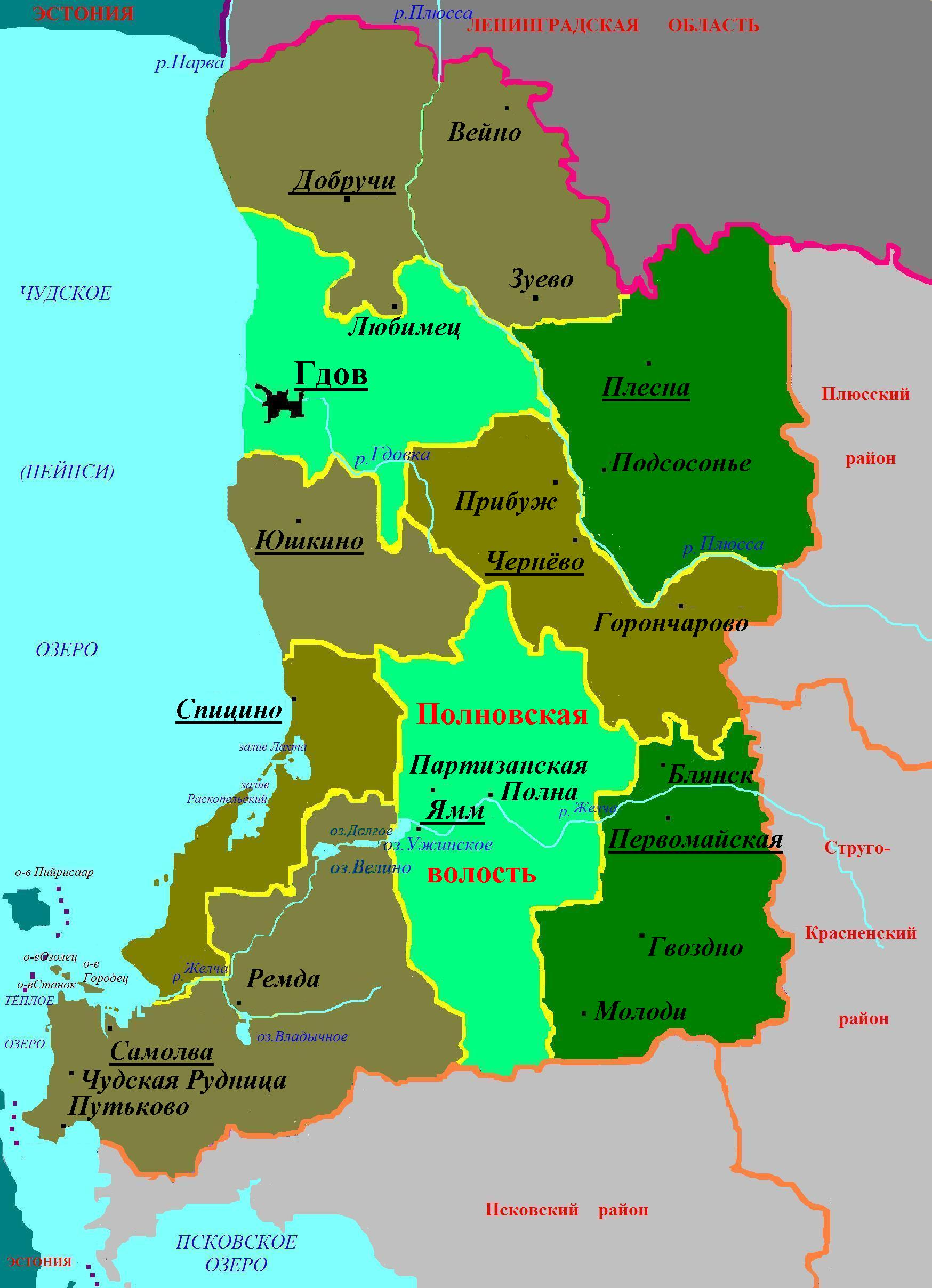
Административное деление Гдовского района в 2006—2015 годах

Добручинская волость — административно-территориальная единица 3-го уровня и муниципальное образование со статусом сельского поселения в Гдовском районе Псковской области России.
Административный центр — деревня Добручи — находится в 17 км к северу от города Гдов, на дороге Гдов—Сланцы.

## География
Территория волости граничит на юге с городским поселением Гдов, на юго-востоке — с Плесновской волостью (сельским поселением) Гдовского района, на севере и востоке — с Ленинградской областью, на западе омывается водами Чудского озера и по воде граничит с Эстонией.

## Население
| 2002  | 2010  | 2012  | 2013  | 2014  | 2015  | 2016  |
| ----- | ----- | ----- | ----- | ----- | ----- | ----- |
| 845   | ↗1588 | ↘1518 | ↘1420 | ↘1408 | ↘1340 | ↗1562 |
| 2017  | 2018  | 2019  | 2020  | 2021  |       |       |
| ↗1636 | ↗1716 | ↗1759 | ↘1748 | ↘1092 |       |       |

## Населённые пункты
В Добручинской волости 74 населённых пункта, в том числе посёлок, станция, хутор и 71 деревня:
| №  | Населённый пункт      | Тип     | Население, чел. |
| -- | --------------------- | ------- | --------------- |
| 1  | Богатовщина           | деревня | →0              |
| 2  | Богдановщина          | деревня | →0              |
| 3  | Большие Горбы         | деревня | →0              |
| 4  | Вейно                 | деревня | ↘105            |
| 5  | Воскресенское         | деревня | ↘20             |
| 6  | Вяжище                | деревня | ↘3              |
| 7  | Горка                 | деревня | →3              |
| 8  | Горка                 | деревня | ↘2              |
| 9  | Гостижбор             | деревня | →0              |
| 10 | Дедино                | деревня | ↘1              |
| 11 | Добручи               | станция | ↘2              |
| 12 | Добручи               | деревня | ↘360            |
| 13 | Доможирка             | деревня | ↘1              |
| 14 | Дымокорье             | деревня | →0              |
| 15 | Ельма                 | деревня | ↘7              |
| 16 | Журавлёв Конец        | деревня | ↘14             |
| 17 | Заборовье             | деревня | ↘5              |
| 18 | Залесье               | деревня | ↘0              |
| 19 | Залосенье             | деревня | ↘5              |
| 20 | Заполье               | деревня | ↗10             |
| 21 | Захонье               | деревня | ↗1              |
| 22 | Зуевец                | деревня | ↘3              |
| 23 | Зуево                 | деревня | ↘4              |
| 24 | Излучье               | деревня | →0              |
| 25 | Казниково             | деревня | →0              |
| 26 | Кежово                | деревня | ↘3              |
| 27 | Кишкино               | деревня | ↘6              |
| 28 | Козлов Берег          | деревня | ↘8              |
| 29 | Котельницкая Мельница | деревня | →2              |
| 30 | Котельно              | деревня | →0              |
| 31 | Крапивно              | деревня | ↘5              |
| 32 | Криневье              | деревня | ↘0              |
| 33 | Крюково               | деревня | →0              |
| 34 | Купково               | деревня | ↘19             |
| 35 | Кюровщина             | деревня | ↘6              |
| 36 | Леошкино              | деревня | →0              |
| 37 | Лобановщина           | деревня | ↘20             |
| 38 | Ложкино               | деревня | →0              |
| 39 | Локоть                | деревня | ↘0              |
| 40 | Лукко                 | деревня | ↘4              |
| 41 | Любимец               | деревня | ↘2              |
| 42 | Лядецкий Переезд      | деревня | ↘6              |
| 43 | Лядинки               | деревня | ↗18             |
| 44 | Лядины                | деревня | ↘7              |
| 45 | Малые Горбы           | деревня | →0              |
| 46 | Малый Лужок           | деревня | →0              |
| 47 | Мальяковщина          | деревня | ↘0              |
| 48 | Мельговщина           | деревня | ↘4              |
| 49 | Мошки                 | деревня | ↘2              |
| 50 | Мяковщина             | деревня | ↘5              |
| 51 | Орёл                  | деревня | ↘2              |
| 52 | Парем                 | деревня | ↘3              |
| 53 | Перегрёб              | деревня | ↘1              |
| 54 | Песковицы             | деревня | ↘0              |
| 55 | Подолешье             | деревня | ↘2              |
| 56 | Полянка               | хутор   | ↘0              |
| 57 | Посконкино            | деревня | ↘0              |
| 58 | Потрехново            | деревня | ↘9              |
| 59 | Редковщина            | деревня | ↘3              |
| 60 | Рубцовщина            | деревня | ↘3              |
| 61 | Рябово                | деревня | ↘5              |
| 62 | Ситково               | деревня | ↘0              |
| 63 | Смуравьёво-2          | посёлок | ↘802            |
| 64 | Сос                   | деревня | ↘5              |
| 65 | Старина               | деревня | ↘0              |
| 66 | Турковщина            | деревня | ↘0              |
| 67 | Ужово                 | деревня | ↘12             |
| 68 | Ульдежка              | деревня | ↗5              |
| 69 | Ульдига               | деревня | ↘2              |
| 70 | Хворостово            | деревня | ↘1              |
| 71 | Хитово                | деревня | ↗35             |
| 72 | Худыкино              | деревня | ↘2              |
| 73 | Черно                 | деревня | ↘0              |
| 74 | Ющерово               | деревня | ↘1              |

## История
До 1927 года территория поселения входила в Добручинскую волость Гдовского уезда Санкт-Петербургской (Петроградской) губернии. В 1927 году она вошла в Гдовский район Ленинградской области в виде Каменно-Конецкого, Купковского, Подолешского, Лядинского, Горбовского, Васильевского, Ульдигского, Зуевского, Блынского и собственно Добручинского  сельсоветов. В 1928 году Зуевский и Блынский сельсоветы объединены в Щепецкий сельсовет.
Указом Президиума Верховного Совета РСФСР от 16 июня 1954 года в Добручинский сельсовет были включены упразднённые Каменно-Конецкий, Купковский, Подолешский сельсоветы, а в Вейнский сельсовет вошёл упразднённый Горбовский сельсовет; также в Ульдигский сельсовет включён упразднённый Щепецкий сельсовет.
Решением Псковского облисполкома от 24 декабря 1959 года в Добручинский сельсовет были включены упразднённые Лядинский и Вейнский сельсоветы, а в Ульдигский — упразднённый Васильевский сельсовет.
Решением Псковского облисполкома от 22 мая 1961 года в связи с перенесением центра в д. Васильевщина Ульдигский сельсовет был переименован в Васильевщинский.
Решением Псковского облисполкома от 28 сентября 1965 года Васильевщинский сельсовет был упразднён, а на части его территории вновь образован Вейнский сельсовет.
Постановлением Псковского областного Собрания депутатов от 26 января 1995 года все сельсоветы в Псковской области были переименованы в волости, в том числе Добручинский сельсовет был превращён в Добручинскую волость.
Законом Псковской области от 28 февраля 2005 года было образовано также муниципальное образование Добручинская волость со статусом сельского поселения с 1 января 2006 года в составе муниципального образования Гдовский район со статусом муниципального района, при этом в состав Добручинской волости была включена упразднённая Вейнская волость.